# تندریج، ساری
تندریج (به انگلیسی: Tandridge) یک محله مدنی و روستا در بریتانیا است که در Tandridge واقع شده‌است. تندریج ۱۰٫۹۹ کیلومتر مربع مساحت و ۶۶۳ نفر جمعیت دارد.